# وینسنت ویلی
وینسنت ویلی (هلندی: Vincent Weijl؛ زادهٔ ۱۱ نوامبر ۱۹۹۰) بازیکن فوتبال اهل هلند است.

## باشگاهی
از باشگاه‌هایی که در آن بازی کرده‌است می‌توان به باشگاه فوتبال لیورپول، باشگاه فوتبال ایبار، باشگاه فوتبال کامبور، و باشگاه چین جنوبی اشاره کرد.
وی همچنین در تیم‌های ملی فوتبال زیر ۱۹ و ۲۰ سال هلند بازی کرده‌است.